# Complesso Monti di Santa Ninfa - Gibellina e Grotta di Santa Ninfa
Complesso Monti di Santa Ninfa - Gibellina e Grotta di Santa Ninfa este o arie protejată (arie specială de conservare — SAC, sit de importanță comunitară — SCI) din Italia întinsă pe o suprafață de 783 ha, integral pe uscat.

## Localizare
Centrul sitului Complesso Monti di Santa Ninfa - Gibellina e Grotta di Santa Ninfa este situat la coordonatele 37°47′32″N 12°53′17″E / 37.792222°N 12.888056°E.

## Înființare
Situl Complesso Monti di Santa Ninfa - Gibellina e Grotta di Santa Ninfa a fost declarat sit de importanță comunitară în septembrie 1995 pentru a proteja 1 specie de plante și 38 de specii de animale. Situl a fost protejat și ca arie specială de conservare în decembrie 2015.

## Biodiversitate
Situată în ecoregiunea mediteraneană, aria protejată conține 8 habitate naturale: Pseudostepă cu ierburi și specii anuale de Thero-Brachypodietea, Galerii de Salix alba și de Populus alba, Pante stâncoase calcaroase cu vegetație casmofită, Matorral arborescenți cu Laurus nobilis, Peșteri inaccesibile publicului, Tufărișuri termo-mediteraneene și de pre-deșert, Iazuri temporare mediteraneene, Ape puternic oligomezotrofe cu vegetație bentonică cu Chara spp..
La baza desemnării sitului se află mai multe specii protejate:
- plante (1): Dianthus rupicola
- păsări (34): ciocârlie-de-câmp (Alauda arvensis), fâsă-de-câmp (Anthus campestris), fâsă de luncă (Anthus pratensis), lăstunul mare (Apus apus), ciocârlie-cu-degete-scurte (Calandrella brachydactyla), erete de stuf (Circus aeruginosus), erete vânăt (Circus cyaneus), lăstun de casă (Delichon urbicum), măcăleandru (Erithacus rubecula), Falco biarmicus, șoim călător (Falco peregrinus), muscar negru (Ficedula hypoleuca), cinteză (Fringilla coelebs), acvilă pitică (Hieraaetus pennatus), rândunică (Hirundo rustica), sfrâncioc cu cap roșu (Lanius senator), ciocârlie de pădure (Lullula arborea), privighetoare (Luscinia megarhynchos), prigoare (Merops apiaster), gaia neagră (Milvus migrans), codobatură galbenă (Motacilla alba), muscar sur (Muscicapa striata), pietrar mediteranean (Oenanthe hispanica), pietrar sur (Oenanthe oenanthe), grangur (Oriolus oriolus), codroș de munte (Phoenicurus ochruros), pitulice sfârâitoare (Phylloscopus sibilatrix), mărăcinar (Saxicola rubetra), sitar de pădure (Scolopax rusticola), turturică (Streptopelia turtur), silvie roșcată (Sylvia cantillans), Sylvia conspicillata, sturz-cântător (Turdus philomelos), pupăză (Upupa epops)
- mamifere (3): liliac cu aripi lungi (Miniopterus schreibersii), liliacul mare cu potcoavă (Rhinolophus ferrumequinum), liliacul mic cu potcoavă (Rhinolophus hipposideros)
- pești (1): Rutilus rubilio

Pe lângă speciile protejate, pe teritoriul sitului au mai fost identificate 91 de specii de plante, 26 de specii de păsări, 4 specii de amfibieni, 8 specii de mamifere, 2 specii de nevertebrate, 7 specii de reptile.